# Default-Effekt
Der Default-Effekt (englisch default für Vorgabe oder Voreinstellung) bzw. die Voreinstellungsüberzeugung ist eine kognitive Verzerrung, eine übermäßige Bevorzugung derjenigen Option („Default-Option“ bzw. „Voreinstellung“), bei der ein Akteur keine aktive Entscheidung trifft. Der Default-Effekt wird von der Psychologie und interdisziplinären Forschungsgebieten wie der Verhaltensökonomie untersucht.
Ein verwandter Effekt ist die Status-quo-Verzerrung, die die übermäßige Bevorzugung des Status quo gegenüber Veränderungen beschreibt.

## Beispiele
Der Default-Effekt lässt sich in etlichen Lebens- und Themenbereichen nachweisen, selbst bei lebenswichtigen Entscheidungen. Im Bereich der Organspende wird dieser stark diskutiert, da er einen erheblichen Einfluss darauf hat, wie viel Prozent der Bevölkerung Spender sind. In einem Land, in dem die Widerspruchsregelung gilt, ist die Default-Option, dass von einer Zustimmung ausgegangen wird, solange die Betroffenen nicht explizit widersprechen (auch Opt-out genannt). Im Gegensatz dazu steht die Zustimmungsregelung (Opt-in), bei der eine aktive Zustimmung der Teilnahme vorausgeht. Beim Vergleich dieser Länder zeigte sich ein deutlicher Unterschied zwischen den Opt-in- und den Opt-out-Ländern. Während die Raten in allen Ländern mit Opt-out-Regelung (mit Ausnahme von Schweden) bei etwa 99 Prozent liegen, schwanken die Raten der Opt-in-Länder zwischen 4 und 28 Prozent.
Aber auch im privaten Sektor wird dieser Effekt genutzt. So stellen Unternehmen ihre Drucker standardmäßig oft auf beidseitigen Druck ein (um Papier zu sparen). Technisch könnte man eine andere Einstellung auswählen, aber viele Menschen bleiben bei dieser Vorauswahl.
Bei einer Studie aus den USA, für die Einstellung zu Reanimationsversuchen im Kreißsaal bei zu früh geborenen Säuglingen, zeigte sich dieser Effekt deutlich. Für die Wiederbelebung sprachen sich 80 % der Studienteilnehmer aus, wenn ihnen jene als Default präsentiert worden war. Im Vergleich dazu taten dies mit 39 % nur halb so viele Personen, wenn „sterben lassen“ als Default gesetzt wurde. Dieses Beispiel unterstreicht deutlich, dass Defaults auch bei relativ wichtigen Entscheidungen eine enorme Bedeutung besitzen können.
Empirisch lässt sich feststellen, dass Menschen zum Default tendieren, auch wenn dieser willkürlich gesetzt wurde und es nur eines geringen Aufwands bedürfte, um sich für eine andere Alternative zu entscheiden.

## Ursachen
Default-Effekte mögen teils rational, teils irrational sein; welcher Anteil überwiegt, hängt vom konkreten Thema ab (sog. „Inhaltseffekt“). Auch nicht-psychologische Ursachen können dazu führen, dass die Anfangseinstellungen tendenziell bevorzugt werden, etwa weil auch jene Akteure statistisch erfasst werden, die sich einer alternativen Wahlmöglichkeit nicht bewusst sind oder sonst nicht in der Lage sind, diese auch zu wählen. Wenn mehrere Bedingungen (etwa zeitliche oder formale) erfüllt werden müssen, um eine erfolgreiche Zustandsänderung zu bewirken, dann führt das systembedingt schon zu einer Bevorzugung des status quo. Eine Reihe von verschiedenen Erklärungen wurden für den Default-Effekt entwickelt, warum solch zufällige Voreinstellungen die Auswahl lenken lassen. Dazu gehören Bequemlichkeit (oder cognitive effort), Transaktionskosten (switching costs), Verlustaversion, Empfehlung, Bedeutungsveränderung (change of meaning), „Qual der Wahl“, Status-quo-Verzerrung (englisch status quo bias), Unterlassungseffekt und Besitztumseffekte (Endowment-Effekt, nahestehend dem Mere-Exposure-Effekt).

## Bedeutung
Experimente haben gezeigt, dass die Wahrscheinlichkeit der Wahl einer Option steigt, wenn sie als Default gestaltet ist.
Im Gesundheitswesen kann die Wahl von Default-Optionen die Qualität maßgeblich verbessern.